# Julius Gabler
Pour les articles homonymes, voir Gabler.
 (janvier 2025).
Si vous disposez d'ouvrages ou d'articles de référence ou si vous connaissez des sites web de qualité traitant du thème abordé ici, merci de compléter l'article en donnant les références utiles à sa vérifiabilité et en les liant à la section « Notes et références ».
Julius Garbler, né en 1908 et mort dans la cellule de sa prison en 1964 à Vienne, est le chef de la Gestapo de Dębica en Pologne.

## Biographie
Il y a très peu d’informations à son sujet. Le site de la ville de Żyraków le mentionne dans son histoire sur la Seconde Guerre mondiale pour avoir donné l’ordre de pacifier les villages du district de Dębica en 1943. Le livre de Dembitz le mentionne également dans les exactions et les déportations de la population juive vers Majdanek et Auschwitz. Plus récemment, un article internet a été écrit sur lui en octobre 2021 par le journal local de la ville de Debica "Ziemiadebicka.pl"
En 1941 Julius Garbler est le chef de la Gestapo de Dębica, il ordonne la création du ghetto dans la ville. De nombreux Polonais et Juifs ont été déportés et assassinés dans le camp voisin de Pustków et dans d'autres camps. Près de 15 000 personnes ont été tuées à Wustków.
Le camp de Pustkow, connu sous le nom de SS-Truppenübungsplatz Heidelager, comprenait des parties pour les Juifs (d'octobre 1940 au 23 juillet 1944), pour les prisonniers de guerre soviétiques (octobre 1941 à février 1942) et pour les Polonais (septembre 1941-27 juillet 1944). Les prisonniers de Biala Podlasie, Cracovie, Rzeszów, Tarnow, Varsovie, Wieliczka et Zywiec étaient présents dans le camp de Pustków.
Dans la nuit du 29 juin 1942, des hommes de la SS d’un l'escadron créé spécifiquement pour liquider les Juifs (Judenvernichtung Kommando) et la police polonaise encerclent le ghetto. Julius Garbler est apparu tôt le matin avec ses hommes de la Gestapo à l'extérieur de Dębica, y compris Heinrich Wakunda, le chef des opérations de liquidation des Juifs de Galice et un fonctionnaire du Judenrat pour sélectionner les juifs à déporter. Ils furent transférés au deuxième camp de Pustków et le lendemain 2 000 furent déportés au camp d’extermination de Belzec, dans la région de Lublin. Le 16 septembre 1942, presque tous les autres ont été déportés, laissant seulement 216 artisans (après leur nombre a augmenté à 600).
On estime qu'environ 14 000 Juifs vivaient dans le camp, dont environ 7 000 ont été assassinés. 5 000 prisonniers soviétiques et 3 000 polonais ont subi le même sort. Les gens assassinés étaient brûlés dans un crématorium à l’extérieur du camp, situé au pied de la montagne de la mort afin d’effacer toutes traces de ce meurtre de masse.
Le 21 juillet 1942, 600 Juifs de Dembitz ont été emmenés dans la forêt voisine de Wolika et exécutés dans une fosse commune déjà préparée.
Le 16 décembre 1943, une deuxième vague de déportation de 5 000 juifs débuta en direction d’Auzchwitz. Dans la nuit 52 personnes dont des vieillards, des malades, des femmes et des enfants sont emmenés dans un lieu donnant l’impression d’être dans un hôpital. Les hommes du service d’ordre ont tenu les pauvres malheureux un par un par les épaules et Julius Gabler, le chef de la Gestapo, les assassina tous d’une balle dans la tête.
Le camp de Pustkow a été liquidé en avril 1944 où les prisonniers ont été emmenés au camp de Mielec et, quelques jours plus tard, probablement sur les ordres de Garbler, la Gestapo les conduisit hors du camp et les abattit.
La première action de « pacification » a été menée dans le village de Mokre le 23 mars 1944, où 16 personnes ont été tuées, Zasów (5 personnes), Brzeznica (14 tués) Bobrowa (16) Gumniska (7) Lubzina et Brzezowka (15), Stajnie (5), Chechly et OgoniZ (7), Roza (10). En quelques semaines, ils ont tué 61 personnes, tous des civils polonais.
Avec l’avancée de l’Union soviétique en 1944 dans l’est de la Pologne, les Allemands reculèrent vers l’ouest et on perd toute trace de ce chef de la Gestapo.
Il faudra attendre 1963 où il a été arrêté à Vienne en Autriche pour crimes de guerre et crimes contre l’humanité, dans un article paru dans Detroit Jewish News le 22 février 1963.
Il se suicide le jeudi 6 février 1964 dans sa cellule d'après l'article du Times de Chreveport, Louisiane, daté du 7 février de la même année.